# Thomas Hardy
För andra betydelser, se Thomas Hardy (olika betydelser).
Thomas Hardy, född 2 juni 1840 i Higher Bockhampton (del av Stinsford) i grevskapet Dorset, död 11 januari 1928 i Dorchester i Dorset, var en brittisk författare.

## Biografi
Thomas Hardys far var murare och även en mycket musikalisk man; faderns musikaliska intresse gick i arv till sonen. Hardys mor, som kom från synnerligen fattiga förhållanden, var en viljestark kvinna som bar på ambitioner att hennes barn skulle nå långt och hon var mycket litterärt intresserad.
Hardy fick en god skolutbildning, lärde sig de klassiska språken grekiska och latin, och som 16-åring började han som lärling hos en arkitekt i Dorchester (hans romaners Casterbridge) och sedan i London.

### Dikter och romaner
Redan i unga år började han skriva dikter, men vågade inte publicera dem. Han var ändå fast besluten att bli författare. Hans första roman refuserades av tre olika förlag, men 1872 slog han igenom med Under the Greenwood Tree (I grönan skog).
Redan 1871 debuterade han dock med romanen Desperate remedies, en ganska banal intrigroman i Wilkie Collins då populära stil. Sedan han 1874 gift sig med Emma Gifford och återvänt till Dorset (sina romaners Wessex), där han sedan stannade resten av sitt liv, ägnade han sig åt sitt författarskap på heltid. Med Far from the Madding Crowd (1874, Fjärran från vimlets yra) åstadkom han sitt första betydande verk, med rustika personager och scenerier i den stil som skulle bli hans, men ännu utan den mörkt pessimistiska filosofi som präglar hans senare verk. Tydligt kom den till uttryck först i The return of the native (1878, Heden), där idyll och tragik kombinerats och där hans fatalistiska uppfattning av människolivet var färdigformad. En allt mörkare tragisk stämning utmärker de största av hans följande prosaverk: The Mayor of Casterbridge (1886; Borgmästaren i Casterbridge), Tess of the d'Urbervilles (1891, Tess av d'Urberville), allmänt ansedd som hans främsta roman, och Jude the Obscure (1896, Jude Fawley), där mörkret blir allt uppslukande.
Novellsamlingarna Wessex tales (2 band, 1888–1889), A group of noble dames (1891, En grupp förnäma damer) och Life’s little ironies (1894, Tillfälligheternas spel) hör alla, liksom de flesta av hans mer kända romaner, till Wessexgruppen, av honom själv rubricerade som berättelser om karaktär och miljö.
Missnöjd med det ljumma mottagandet av Jude the Obscure inledde Hardy vid 58 års ålder en ny karriär som poet med Wessex Poems (1898), vars dikter dock huvudsakligen skrivits tidigare. Därefter följde Poems of the past and present (1901). Bland hans övriga diktverk märks Time’s laughingstocks (1910), Satires of circumstance (1916), Moments of vision (1917), Late lyrics and earlier (1922) samt Human shows (1925). Sitt främsta poetiska verk åstadkom han med The dynasts (3 band, 1904–1908), ett till omfång och poetisk vision lika gigantiskt läsdrama, där i mångskiftande belysning Napoleonkrigens Europa målas och kommenteras. Den dramatiska formen upptog han åter i The famous tragedy of the Queen of Cornvall (1923), där Tristan och Isoldes saga i koncentrerad form återges.
Flera av hans romaner har filmatiserats och gjorts till populära tv-serier och filmer, däribland The Mayor of Casterbridge, Tess of the d'Urbervilles (Tess) och Jude the Obscure.

### Tess av d'Urberville
Thomas Hardys största framgång var Tess av d'Urberville, med undertiteln En ren kvinna. Denna gav upphov till en opinionsstorm i England – hur en förförd kvinna samtidigt kan betraktas som ”ren” – och läsekretsen splittrades i två starkt oeniga grupper: de som ansåg att Tess sorgliga öde var precis det hon förtjänade och de som betraktade henne som ett oskyldigt offer. Även Jude the Obscure vållade en läsarstorm.
Vid sin död 1928 var Hardy en av Englands mest uppskattade och respekterade författare, på många sätt mer populär än Charles Dickens.

## Svenska översättningar
- Tess af släkten d'Urberville: en renhjärtad, äkta kvinnas roman (Tess of the d'Urbervilles) (översättning Vera von Kræmer, Bonnier, 1900). Ny översättning av Kerstin Wenström, B. Wahlström, 1931, med titeln Tess
- Jude Fawley: en själ från djupet (Jude the obscure) (översättning Vera Hjärne (dvs. Vera von Kræmer), Beijer, 1900)
- En grupp förnäma damer (A group of noble dames) (översättning Karin Hirn, Björck & Börjesson, 1906)
- Fjärran från vimlets yra (Far from the madding crowd) (översättning Nino Runeberg, 1920). Ny översättning av Elsie Rydsjö, Kometförlaget, 1968)
- Heden (The return of the native) (översättning August Brunius, Svenska andelsförlaget, 1921). Ny uppl. Natur och kultur, 1943, med titeln Hemkomsten
- I grönan skog: en lantlig målning i holländskt manér (Under the greenwood tree) (översättning August Brunius, Svenska andelsförlaget, 1922)
- Tillfälligheternas spel (Life's little ironies) (översättning Elsa Rabenius, Almqvist & Wiksell, 1925)
- Lyriskt urval i svensk tolkning (av Karl Asplund, Anders Österling, Gunnar Mascoll Silfverstolpe, Erik Blomberg och Frans G. Bengtsson, Bonnier, 1928)
- Borgmästaren i Casterbridge (The life and death of the mayor of Casterbridge) (översättning Olov Jonason, Forum, 1946)
- Grottans hemlighet (Our exploits at West Poley) (översättning Eva Håkanson, Natur och Kultur, 1962)